# Герб Капской колонии
Герб Капской колонии (англ. Coat of arms of the Cape Colony) был официальным геральдическим символом Капской колонии в качестве британской колонии с 1875 по 1910, и в качестве провинции Южной Африки с 1910 по 1994 год. В настоящее время не используется.

## История
Принятие герба был запоздалым ответом на запрос британского правительства в 1869 году о дизайне флага для идентификации колонии. Закладку краеугольного камня нового здания парламента в мае 1875 года посчитали хорошей возможностью, чтобы представить его. Кейптаунскому адвокату с большими знаниями в геральдике, Карлу Эйкену Фэйрбриджу (1824—1893), было предложено разработать проект геральдического щита для колонии.
Согласно газете «Cape Argus Newspaper», осветившей на своих страницах закладку первого камня в фундамент здания колониального парламента 12 мая 1875 года:
среди заметных особенностей такого события выделялось поднятие над краеугольным камнем нового колониального флага, с геральдическими щитом, окружением и девизом, который вместе с Юнион Джеком и королевским штандартом плавают по ветру на самых высоких флагштоках в центре.

Королева Виктория официально предоставила гербу Королевский Ордер год спустя, 29 мая 1876 года.
В 1910 году колония стала провинцией Южно-Африканского Союза, являясь центром региональной администрации. Герб был использован в качестве официального до разделения Капской провинции на три меньших по размерам провинции в 1994 году.

## Описание

### Оригинальный герб
- Щит: Щит пересечён на серебро и червлень. Лев на задних лапах между тремя кольцами на большей, нижней стороне щита, на червлёном фоне. В верхней части щита на серебряном фоне расположены три лилии, окруженных светло-лазоревыми сферами.
- Нашлемник: Нашлемник с червлёно-золотым бурлетом представляет собой фигуру Надежды в небесно-лазурном платье, опирающейся правой рукой на камень и держащей с левой стороны якорь. Его оплетает канат чёрного цвета.
- Щитодержатели: с правой стороны — гну, и с левой — орикс (Сернобык).
- Девиз: SPES BONA.

### Новый вариант
Новый вариант был создан в 1952 году. Цвет платья Леди Надежды был изменён на белый, у неё появилась голубая мантия. Герб был записан в таком виде в Геральдической коллегии (англ. College of Arms) в Лондоне в июле 1955 года и зарегистрирован в Бюро геральдики в 1967 году.

## Символизм
Лев является южно-африканским зверем, а также появляется на гербах двух колониальных держав, правивших колонией — Нидерланды и Великобритания. Кольца были взяты из герба основателя колонии, Ян ван Рибека. Флёр-де-Лис (лилии) представляют собой вклад гугенотов в начале истории страны. Нашлемник с Леди Доброй Надежды, держащей якорь, впервые встречается в качестве символа колонии в 1715 году. Животные, удерживающие щит, гну и орикс (Сернобык), два типичных южно-африканских животных. Девиз: «Spes Bona» означает просто «Добрая Надежда».